# Seneca County (New York)
Seneca County je okres (county) amerického státu New York, založený v roce 1804. Správním střediskem jsou sídla Ovid, s 2 613 obyvateli v roce 2006, a Waterloo s 7 811 obyvateli v roce 2006.
Počet obyvatel: 34 724 (v roce 2006), 33 342 (v roce 2000)
Ženy: 48,0 % (v roce 2005)

## Sousední okresy
- východ – Cayuga
- jihovýchod – Tompkins
- jih – Schuyler
- západ – Yates, Ontario
- severozápad – Wayne